# Utajärvi kyrka
Utajärvi kyrka (finska: Utajärven kirkko) är en kyrkobyggnad i finländska Utajärvi, tillhörande Utajärvi församling inom Evangelisk-lutherska kyrkan i Finland.
Utajärvi kyrka är en blockpelarkyrka med tornet i väst. Den är ritad av en okänd arkitekt och färdigställdes 1762. År 1894 byggdes både exteriören och interiören om i nygotisk stil, men åren 1970–1971 renoverades kyrkan grundligt och återställdes till sitt ursprungliga skick. Till kyrkan hör en fristående klockstapel, byggd 1764, som har två klockor gjutna 1763 (omgjuten 1768) respektive 1945.
Bland inventarierna märks det predikstolen tillhörande timglaset med ställning i barockstil, troligtvis kyrkans äldsta bevarade föremål. Altartavlan med uppståndelsemotiv målades 1949 av Olli Miettinen.
Om somrarna tjänar Utajärvi kyrka som vägkyrka.